# Maximum Rocknroll
Maximum Rocknroll (MRR) va ser un fanzín mensual sense ànim de lucre dedicat a la subcultura punk. Amb seu a San Francisco, MRR se centrava en la música punk rock i hardcore punk, i incloïa entrevistes a artistes i ressenyes de música també de col·laboradors internacionals. Cap al 1990, «s'havia convertit en la bíblia de facto de l'escena». MRR es considera un dels mitjans de comunicació més importants del punk, no només per la seva àmplia cobertura, sinó perquè ha estat una presència contínua i influent en la comunitat punk en constant transformació durant més de tres dècades. Del 1992 al 2011 va publicar una guia anomenada Book Your Own Fuckin 'Life.
Un anunci al lloc web de MRR el gener de 2019 anuncià el final de la seua edició impresa després de 37 anys publicant-se mensualment i distribuint-se internacionalment. S'acomiadaren amb tres números més en paper per a fer recaure tot el pes al web i al programa de ràdio setmanal.